# 拉瓦勒多雷勒
拉瓦勒多雷勒（法語：Laval-d'Aurelle，法語發音：[laval doʁɛl]）是法国阿尔代什省的一个旧市镇，属于拉让蒂耶尔区。2019年1月1日，拉瓦勒多雷勒与市镇圣洛朗莱班合并为新市镇圣洛朗莱班-拉瓦勒多雷勒。

## 地理
拉瓦勒多雷勒（44°33'54"N, 3°57'38"E）面积8.72 平方千米，位于法国奥弗涅-罗讷-阿尔卑斯大区阿尔代什省，该省份为法国东南部内陆省份，北起顺时针与卢瓦尔省、伊泽尔省、德龙省、沃克吕兹省、加尔省、洛泽尔省和上盧瓦爾省接壤。
与拉瓦勒多雷勒接壤的市镇（或旧市镇、城区）包括：蒙塞尔格、圣洛朗莱班、普雷旺谢尔。
拉瓦勒多雷勒的时区为UTC+01:00、UTC+02:00（夏令时）。

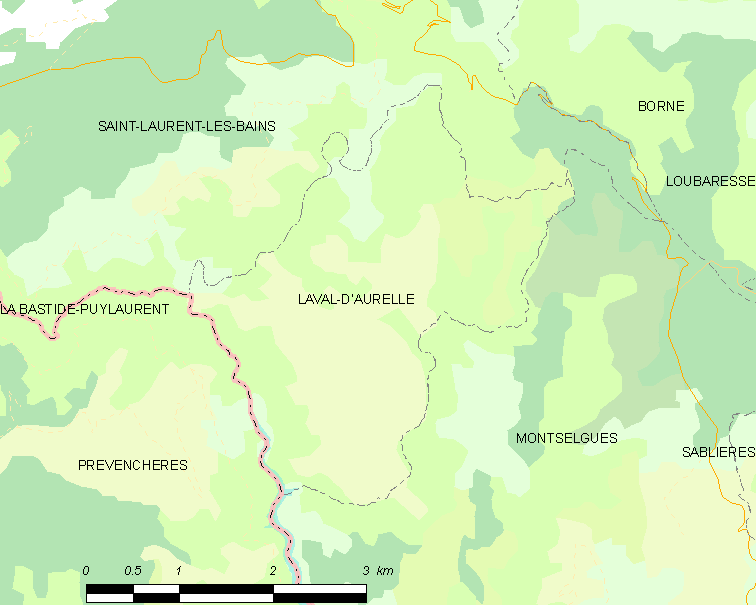
拉瓦勒多雷勒的OSM定位图

## 行政
拉瓦勒多雷勒的邮政编码为07590，INSEE市镇编码为07135。

## 政治
拉瓦勒多雷勒所属的省级选区为上阿尔代什县。

## 人口

1962-2008年间拉瓦勒多雷勒人口变化图示

拉瓦勒多雷勒于2018年1月1日时的人口数量为36人。